# Барвалд-Дольни
Барвалд-Дольни (пол. Barwałd Dolny) — село в Польщі, у гміні Вадовиці Вадовицького повіту Малопольського воєводства. Населення — 725 осіб (2011).

## Історія
У 1975-1998 роках село належало до Бельського воєводства, підпорядковувалося районній адміністрації у Вадовицях.

## Демографія
Демографічна структура станом на 31 березня 2011 року:
|          | Загалом | Допрацездатний вік | Працездатний вік | Постпрацездатний вік |
| -------- | ------- | ------------------ | ---------------- | -------------------- |
| Чоловіки | 354     | 81                 | 238              | 35                   |
| Жінки    | 371     | 65                 | 225              | 81                   |
| Разом    | 725     | 146                | 463              | 116                  |

## Зовнішні посилання
Вікісховище має мультимедійні дані за темою: Барвалд-Дольни